# Campionati sloveni di sci alpino 1992
Ai Campionati sloveni di sci alpino 1992 furono assegnati i titoli di supergigante, slalom gigante e slalom speciale, sia maschili sia femminili.

## Risultati
| Specialità      | Uomini       | Donne        |
| --------------- | ------------ | ------------ |
| Supergigante    | Jure Košir   | Nataša Bokal |
| Slalom gigante  | Mitja Kunc   | Nataša Bokal |
| Slalom speciale | Gregor Grilc | Urška Hrovat |